# Melodies poloneses
Melodies poloneses per a orquestra, op. 47 núm. 2, va ser composta per Mieczysław Weinberg el 1949. Es va estrenar el 13 de desembre de 1950, a càrrec de l’Orquestra Filharmònica de Moscou sota la direcció de Karl Eliasberg.
La seva escriptura assequible la converteix en una obra idònia tant per a conjunts d’estudiants o aficionats com per a orquestres professionals. Té un caràcter marcadament popular similar al de la Rapsòdia o la Sinfonietta, amb els aires de vals lent, polca i masurca (als moviments segon, tercer i quart, respectivament) que resulten familiars en l’univers de Chopin. Les freqüents inflexions en mode lidi (amb quarta augmentada), que apareixen ja des de l’inici del breu moviment introductori, fan referència als que utilitzava el mateix Chopin. Weinberg ho tornaria a fer servir més endavant en contextos més dramàtics de diverses obres posteriors, sobretot a les escenes de poble polonès de la seva segona òpera, La Madonna i el soldat, i en el seu segon ballet, El crisantem blanc.